# Історія української філософії

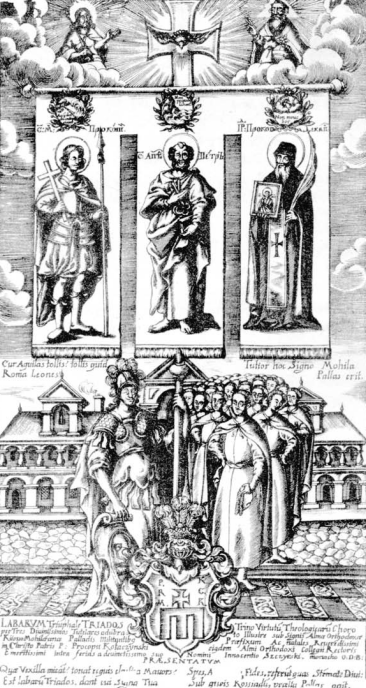
Києво-Могилянська академія та її спудеї. Гравюра XVIII ст.

Істо́рія украї́нської філосо́фії є органічним складником історії всесвітньої філософії. Вона виявляє закономірності розвитку філософської думки українського народу. Філософія є невіддільною складовою української культури.

## Історичний розвиток
Ця наука розвивалася як частина історичної свідомості українців, відбивала процеси, що відбувались у суспільному житті нації. Як особлива форма самоусвідомлення національної культури філософія в Україні існувала в тісному взаємозв'язку з суспільно-громадською, політичною, науковою, художньою та релігійною думкою. Філософія — явище загальнолюдське. Вона досліджує те, що становило в минулому і становить в наші дні ядро загальнолюдських цінностей, самоусвідомлень, духовних надбань. Не менш значущою, стародавньою за часом, оригінальною за своїм витвором є українська культура, яка посідає вагоме місце в історії людської цивілізації.

## Русь і любомудріє

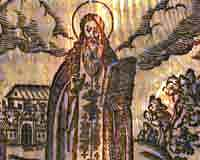
Іларіон Київський

Філософські коріння праукраїнської доби розвинулись в культурі Київської Русі. У межах києворуської культури філософія відокремлюється, як специфічний тип світопізнання і світорозуміння з-поміж міфологічного і релігійного світогляду, переплітаючись та співіснуючи з ними. Поштовхом до виникнення самостійної філософської думки стало прийняття християнства на Русі. Відомо, що з точки зору загальних, теоретичних, абстрактних понять і уявлень язичницькі вірування поступались християнським ідеям, які, поза сумнівом, були досконаліші з огляду потреб дня — потреб вищого рівня пізнавального процесу, який передбачав абстрагування, опосередкованість, а не приземленість і безпосередність, як у випадку з давньослов'янськими віруваннями. На буденному рівні язичницькі вірування існували в традиціях і звичаях давніх українців, поєднуючись з християнською вірою.
Перемога християнства була дійсно історично виправдана, а його прогресивність полягала в тому, що Русь, як і деякі інші європейські країни, оминаючи історичну стадію рабовласницького устрою, перейшла до феодалізму, встановила економічні, політичні та культурні зв'язки зі своїми сусідами — християнськими країнами Європи. Новим поглядом у філософській думці християнської княжої доби стає уявлення про те, що людина є центром світу і саме в людині знаходиться сенс її існування. Світ уявляється замкнутим у собі. Природа (макрокосм) служить людині (мікрокосму), допомагає їй матеріальними благами і через неї Бог відкриває людині заповіді поведінки. Світ повертається до людини і бере безпосередню участь в її житті. В цьому і полягає динамічний монументалізм християнського світосприйняття. Такі світоглядницькі орієнтири на Русі послідовно відстоювались — Іларіоном Київським (? — пом. 1088), першим митрополитом з русичів, що відстоював ідею рівності народів, як основу вільного, а не рабського існування, Нестором-літописцем (бл. 1056 року — пом. бл. 1114), Кирилом Туровським (бл. 1130 р. — після 1182 р.), Никифором (? — квітень 1121), Климентом Смолятичем (? — пом. після 1164).

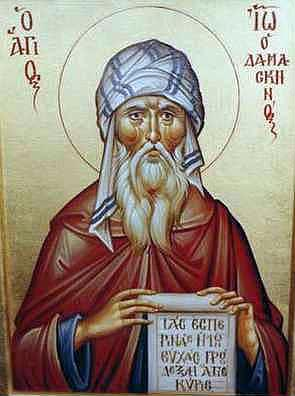
Іоанн Дамаскін

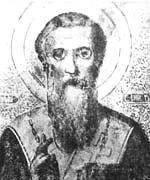
Кирило Туровський

Виступаючи за реабілітацію знання, «мирської мудрості», проголошуючи гуманістичні ідеї, вони вказували, що приналежність до роду людського усвідомлюється через діяльність, де праця є найвищим мірилом «богокорисності» людини. Так, на думку Климента Смолятича, головна мета пізнання — пізнання слави і всемогутності Бога можлива тільки через дослідження предметів і явищ навколишнього світу людини. Провідне місце в цьому процесі належить розуму. Саме в розумі людський дух отримує своє земне буття і спрямовується до пізнання Бога, прихованого в «тварі». Слідуючи за Климентом Смолятичем, Кирило Туровський також звертається до розуму за допомогою якого прагне подолати містико-аскетичне неприйняття мирських цілей, виробити критерії життєдіяльності для мирського людини. Світ, людина постають у нього власною долею, позбавляються небесного покровителя. Використовуючи євангельські тексти, Кирило Туровський прагне дати картину приналежності Бога до мирського життя, його служіння людині відповідно до чого творіння світу Богом і олюднення Бога здійснюється в інтересах людини, відповідних промислу творців. Мир зцілює «тілесні недуги» людини, забезпечує його земне існування, свободу волі, розумний пошук, вільний вибір між добром і злом. За твердженням ж Кирила Туровського про те, що не можна безкарно творити зло навіть з добрих спонукань стало пізніше одним з центральних у вітчизняній філософії та літератури. Проголошення особистісних начал у давньоруської думки, засудження будь-якої ієрархізації соціального буття, розгляд людини самої по собі, поза приналежності до якогось стану, єдиним надбанням якої є розум — центр міркувань Данила Заточника. Твердо віруючи і співчуваючи релігії Христа, Данило Заточник розглядав добро і зло не з точки зору метафізики, а з позицій життєвої практики, народної мудрості. Засуджуючи шлюб без кохання, чернецтво без святості він послідовно проводив думку про те, що сила людського розуму вище всіх інших сил, а особливо сили багатства і влади.

### Опрацювання поняття філософії
Україна вчилась у новому, християнському просторі мислити по-філософськи, виробляючи окреслене розуміння понять «філософія» і «філософ». В Київській Русі поширеними були декілька їх тлумачень. Так Іоанн Дамаскін у своїй «Діалектиці» давав шість таких визначень:
1. «Філософія є пізнання сутнього, оскільки воно сутнє, тобто пізнання природи сутнього…»
2. «Філософія є пізнання речей Божих та людських, тобто видимих і невидимих…»
3. «Філософія є роздум про смерть, як самовільну, так і природну…»
4. «Філософія є уподібнення Богові…»
5. «Філософія є мистецтво мистецтв і наука наук, бо філософія є початок всякого мистецтва…»
6. «Філософія є любов до мудрості, а істинна ж мудрість є Бог, тому любов до Бога є істинна філософія.»[4]

У Житії Костянтина (Кирила) Філософа, вказується, що філософія — це також знання речей божественних і людських, завдяки яким людина може наблизитись до Бога, тобто знання, що навчають, як людина справами своїми може бути схожою на Творця. Ці твердження в основному схожі, і є єдиними у розумінні філософії, як складової частини християнського вчення. Ці тлумачення дуже близькі і, попри деякі свої особливості, єдині в тлумаченні філософії як складової частини християнської премудрості. Мудрість постає в них не стільки як знання істини, а й як «житіє в істині», не лише слово, а й діло. Отже, тогочасна філософія мала не духовно-теоретичний, а духовно-практичний вимір, дієву сутність. А філософом вважали лише того, хто, здобувши істину шляхом нагромадження книжних знань, налаштовував своє життя згідно з її основними принципами, хто на рівні буття входив у світ найвищих життєвих цінностей.

## Філософія в період XV–XVIII ст

Юрій Дрогобич

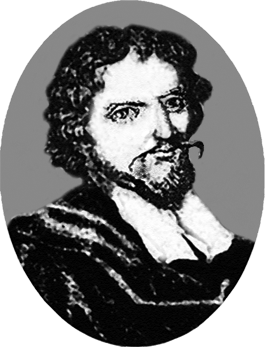
Станіслав Оріховський-Роксолан

Подальший розвиток української філософської думки відбувався на складному, почасти трагічному історичному тлі, що було пов'язано з розпадом Києво-Руської імперії, який особливо прискорився зі смертю Володимира Мономаха і був завершений татаро-монгольською навалою.
Татаро-монгольське нашестя, колонізація українських земель Великим князівством Литовським, а потім полонізація їх затримали розвиток української філософської думки. Проте вже в XV-XVI ст. йде процес її відродження, де разом із зростанням національної самосвідомості українського народу спостерігається розповсюдження гуманістичних ідей, носіями яких в цей період виступали такі діячі української культури як Юрій Дрогобич (1450–1494), Павло Русин (1470–1517), Лукаш (з Нового Міста) (? — 1542), Станіслав Оріховський-Роксолан (1513–1566). 

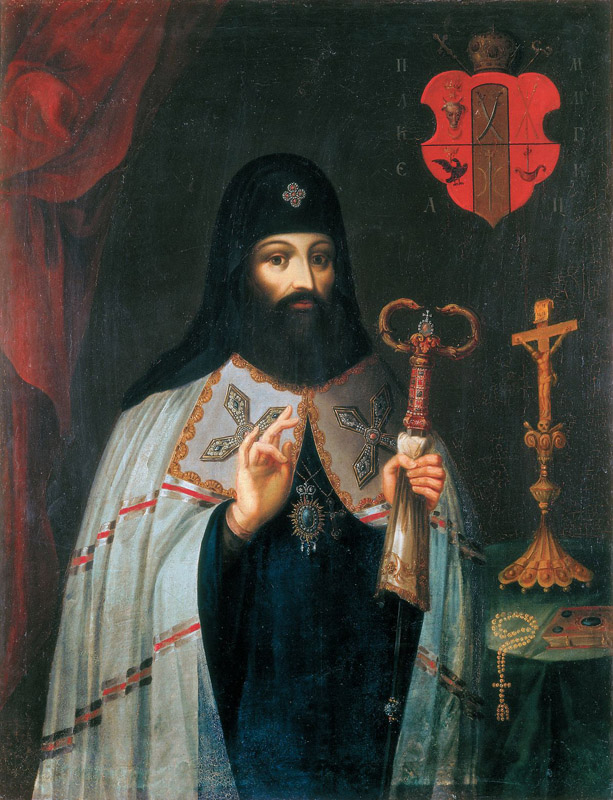
Петро Могила

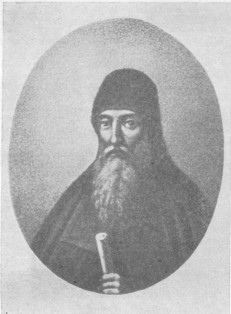
Захарія Копистенський

Пропагуючи античні пам'ятки філософії та літератури, вони приходили до висновку про те, що людина, як частина природи, має право на задоволення своїх земних потреб, гармонійний розвиток душі і тіла, дотримання законів природи, пізнання яких має стати основою людської діяльності, пов'язували історичний прогрес з розвитком освіти і науки, використанням їх досягнень в практиці. Проблему свободи особистості, справедливого суспільного ладу вирішували спираючись на принципи природного права і суспільно-договірної концепції походження держави. Зокрема, Оріховський-Роксолан походження держави пов'язував з характером життя індивідів і природним їх інстинктом до суспільного життя. Обов'язок держави він бачив у забезпеченні гарантії права і власності кожного громадянина, заявляючи, що законам держави повинні підкорятися всі, навіть королі. Душею держави Оріховський-Роксолан вважав справедливість, яка полягає в тому, що кожен член суспільства може отримати те, що йому належить: спокій, свободу, можливість виконати своє призначення в з'єднанні з істиною і вірою. Одним з найважливіших якостей людини вважав почуття власної гідності, бачачи критерій переваги однієї людини над іншим не в його походження, а в розумі, особистої чесності і добропорядності.
Насильна полонізація українського народу, супроводжувалась його національним, економічним і духовним пригніченням, що особливо посилилась після прийняття Брестської унії (1596). У виробленні нових філософських, світоглядних поглядів істотну роль зіграли Іван Вишенський (1545–1550 — пом.після 1620), Лаврентій Зизаній (1560-ті — пом. після лютого 1634), Ісая Копинський (? — пом. 5 жовтня 1640), Кирило Ставровецький (? — пом. 1646), Касіян Сакович (1578 — пом. 1647), Памво Беринда (? — пом. 1632), Захарія Копистенський (? — пом. 1627), Сильвестр Косів (? — пом. 13 (23) квітня 1657), Петро Могила (1596–1647) та інші визначні діячі української культури.
У поясненні світу І. Вишенський спирався на ідеї східної патристики (Іоанн Дамаскін, Іоанн Богослов), греко-римської філософії, якими користувалися всі християнські автори. З позицій неоплатонізму східної патристики він розглядав світ як творіння Бога, вважаючи останнього вічним самостійним началом, невичерпним розумом, абсолютною істиною, від якого залежить матеріальний світ, що є без промислу Бога мертвим, ніщо. Світ і людина, життя і рух — все це творіння Бога. Але Бог не тільки творець світу, людини, всього буття. Він — ідеал добра, справедливості, мудрості, чесності, досконалості. Людина повинна до нього прагнути, пізнавати, готувати себе до духовного безсмертя. Відповідно до вказаного ідеалу І. Вишенський прагнув осмислити широкий спектр філософських проблем і насамперед сутності людини, її щастя, свободи, надій на звершення. Захищаючи ідею звільнення людини від земного зла, стверджував її гідність, начал в ньому добра, справедливості, радості, братства. Задачу філософії, у зв'язку із зазначеним, бачив не в абстрактному теоретизуванні, а в тому, щоб навчити людину праведного життя, підняти її на боротьбу зі злом і неправдою за добро і щастя, справедливість і істину, формувати духовну стійкість і моральну досконалість, відвернути людину від деградації і морального падіння. Всього цього людина повинна домагатися самою своєю суттю в реальному житті, відносинах з іншими людьми, боротьбі за визволення свого народу.

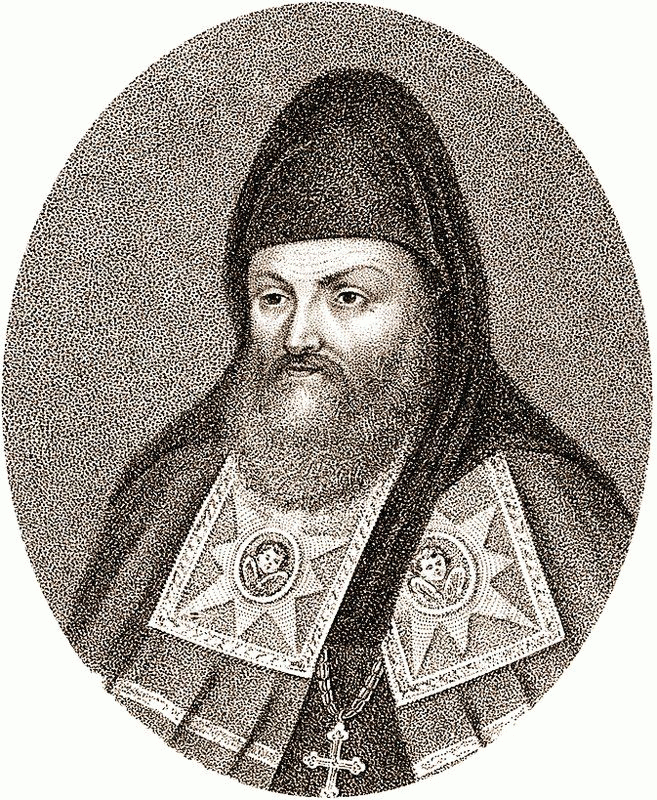
Інокентій Гізель

Іоанікій Галятовський

Йосиф Кононович-Горбацький (? — 1653 р.) — один з перших професорів філософії Києво-Могилянської академії, існування світу розглядав таким, яким він є сам по собі незалежно від свідомості людини і людства, а також від того, як він сприймається людиною в понятті душі. Основними субстанціональними началами світу вважав матерію і форму, відстоював реальність простору і часу, в яких бачив акциденції та форми, що діють на речі. Визнаючи існування Бога як єдиної субстанції і творця, Кононович-Горбацький дотримувався концепції подвійності істини: богословської, предметом якої є теологія і вчення про Бога, і філософської, пов'язаної з вивченням реальних тілесних речей. Процес пізнання останніх починається з чуттєвого сприйняття світу на основі чого абстрагувальна діяльність розуму утворює загальні поняття Ці поняття відображають сутності, що притаманні єдиним речам, виступаючи спільним для них. На прикладах логіки доводив корисність знань для задоволення матеріальних і духовних потреб людини, віддаючи перевагу користь суспільства, коли знання виступають супутником і союзником свободи народу, захисту держави. Розвиваючи гуманістичні ідеї, Кононович-Горбацький направляв їх на звеличення людини її розуму, заявляючи, що немає на землі нічого вищого крім людини і нічого вищого в людині, крім її розуму.
Інокентій Гізель (бл. 1600–1683 рр.) під час розгляду проблеми світу і людини стояв на деїстичних позиціях, вважаючи, що Бог створив матерію і рух, з яких згодом виникають тілесні субстанції, тобто різні тілесні речі, наділені Богом природним для них способом існування. Різноманіття речей пояснював неоднаковим кількісним розподілом матерії за їхньою формою, приходячи до висновку про те, що матерія може різним чином розподілятися кількісно по речах, але вона не виникає і не знищується, а тільки переходить з одного стану в інший на основі взаємного перетворення і кругообігу в природі. Виходячи з визнання дії в світі природних причин вимагав, щоб предметом науки були об'єктивні закони зовнішнього світу. Одним з перших професорів Києво-Могилянської академії І. Гізель знайомив студентів із вченням Коперника. Прихильник християнської моралі, обґрунтував ідеї громадянського гуманізму, закликав людей до активного громадянського життя, який і може привести до щастя людини, вважаючи, що якщо правила моралі і звичаї суперечать розуму, то людина повинна слухати розум і слідувати за ним.

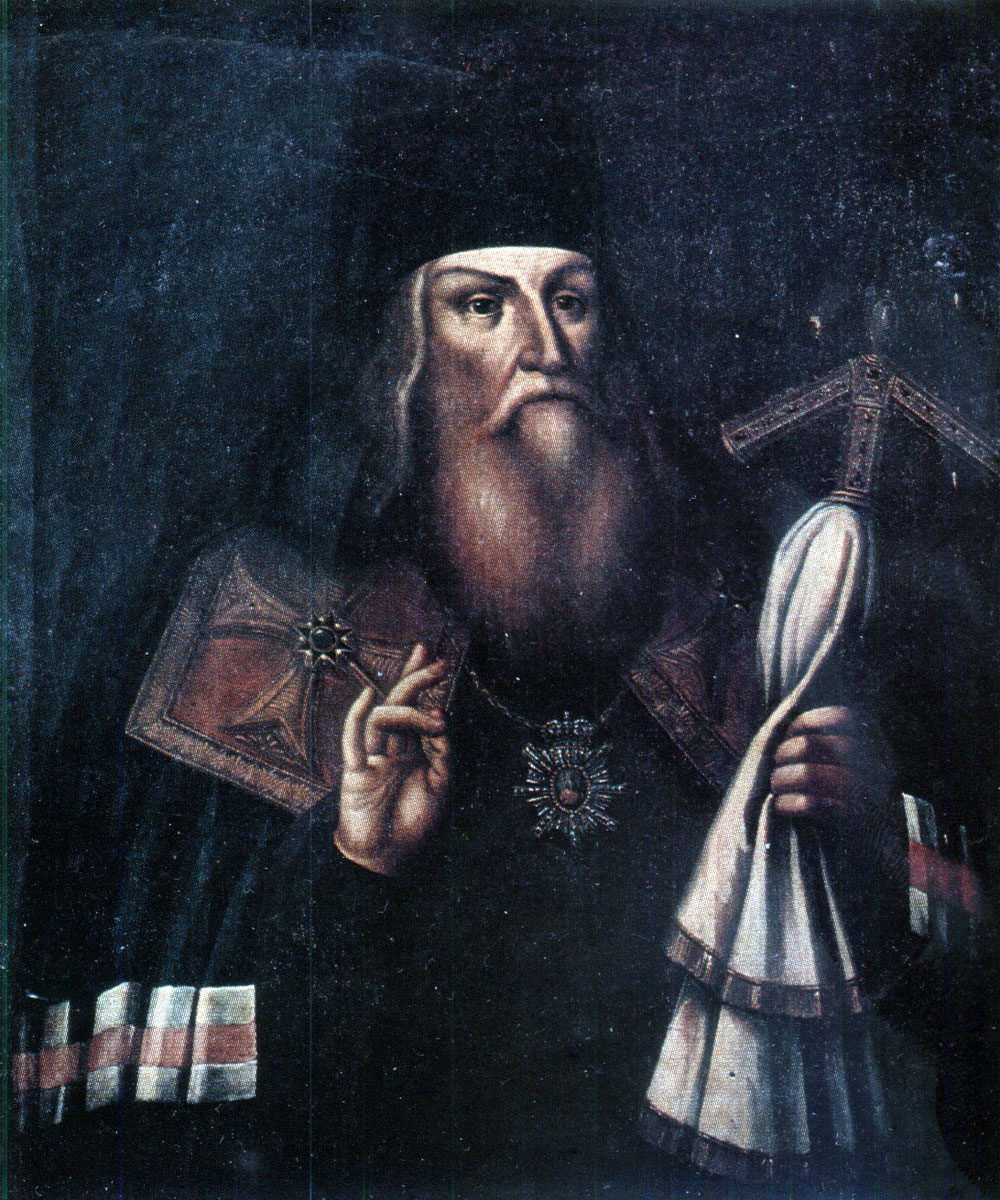
Лазар Баранович

На відміну від своїх попередників Лазар Баранович (1620–1693 рр.) та Іоанікій Галятовський (? — 1688 р.) підкреслювали визначальну роль духовної субстанції стосовно тілесної, вважаючи Бога творцем різноманіття світу, що становить внутрішній зміст усього сущого. Людина також створена Богом, складається з духовної та тілесної субстанції, душі і тіла. Душа — розумна, невидима, безсмертна і складає сутність людини, пронизуючи все його єство. Правда, якщо Баранович стверджував, що розум і воля, дані Богом людині, повинні бути спрямовані не на пізнання світу, а на пізнання волі і заповітів Бога шляхом пізнання самого себе, віри і містичного споглядання, то І. Галятовський в міру можливості звертався до даних науки, намагаючись дати наукове пояснення ряду природних явищ (затемнення Сонця і Місяця, походження грози, дощу, вітру тощо). Близькі ідеям Галятовського погляди на світ висловлював і Стефан Яворський (1658–1722 рр.), який популяризував у своїй філософії ідеї Відродження та Нового часу.

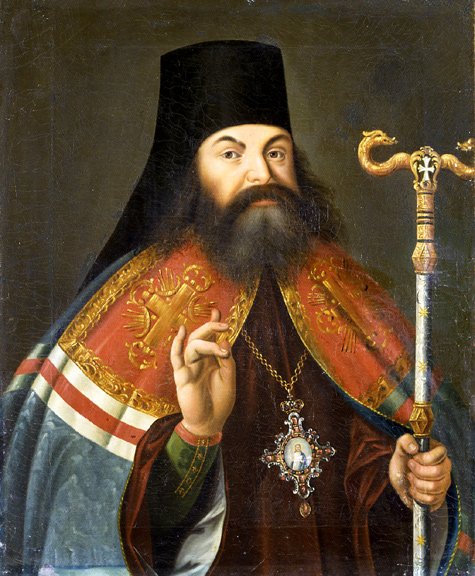
Феофан Прокопович

Онтологічну основу поглядів Феофана Прокоповича (1681–1736 рр.) Становило вчення про творіння світу Богом і його деїстичної інтерпретації. За твердженням Прокоповича, в процесі творіння Бог переслідував дві мети: не творити нічого марно і взаємно зберігати раніше створене. Усім створеним істотам він вклав певне прагнення і спрагу до власного збереження, створивши речі таким чином, що якщо одна річ гине, то на її місце виступає інша, така ж за своєю природою, річ. Визначаючи Бога як творця світу, Прокопович підкреслював, що світ матеріальний за своєю природою. Сама матерія не створена і не знищується, а існує і розвивається за своїми закономірностями. Вона єдина і для лева, і для каменю, з матерії полягає і людина.
Ідеї пантеїзму, що переростають у деїзм, відстоював при поясненні світу Михайло Козачинський (1699–1755 рр.), який був професором філософії і префектом Києво-Могилянської академії. Розглядаючи цю проблему, він прямо вказав на те, що назва «природа» походить від слова «породження» і використовується замість Бога, який є автором природи і тому його називають «творцем природи», а речі — «твариною» (створеними).
Георгій Кониський (1717–1795 рр.) розглядав світ як творіння Бога, відзначаючи в той же час, що світ є початком, причиною руху і пізнання, єдиним не тільки з точки зору священних книг, а й по природі. В основі всього сущого і того, що відбувається в світі лежать три начала: матерія, форма і позбавлене форми, тобто здатність тіл до зміни форми та розвитку. Саме розвиток Кониський розглядав як процес зміни тілом однієї форми та придбання іншої.

### Вчення Григорія Сковороди як важлива віха в українській філософії

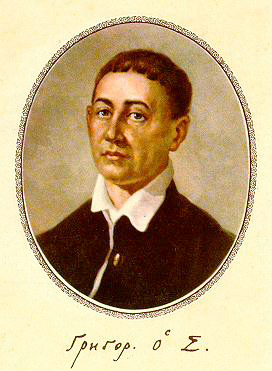
Григорій Сковорода

Сутність щастя людини, сенсу людського буття, шляхів досягнення блаженства в реальному земному житті, розробка загальнофілософської концепції світу і людини стали головною і визначальною темою Григорія Савича Сковороди (1722–1794 рр.), загальновизнаного мислителя світового масштабу.
Філософ і поет, педагог і музикант, знавець латини, старогрецької, староєврейської, польської, німецької, російської мов, він розвинув комплекс ідей, актуальних для свого часу, став не лише ідейним предтечею нової української літератури, а й творцем найзначнішого вчення в історії української філософської думки. Пройшовши складний шлях боротьби із зовнішнім «світом», який, попри всі зусилля, так і «не впіймав» його, Сковорода дійшов висновку, що «коли дух людини веселий, думки спокійні, серце мирне — то й усе світле, щасливе, бажане. Оце є філософія. Саме таку філософію — філософію життя і прагнув створити «український Сократ, гармонійно поєднуючи основоположні принципи своєї філософської творчості та власний спосіб життя».
Сковорода тяжів до ідей Платона, який в академії був об'єктом критики. Якщо професори наголошували на дослідженні проблем онтології та гносеології, що розглядались у контексті зовнішнього світу, то Сковорода зосередився на етико-гуманістичній проблематиці: у нього на передньому плані не світ, а людина і духовний початок в ній. Всупереч своїм учителям, які зводили небесне до земного, звеличуючи не лише розум, а й земне життя людини, він підносив природу до Бога, засвідчував другорядність людської плоті й понад усе ставив у людині істинно людське — духовність, дух, зводячи до них сутність людського життя. На відміну від науково-освітніх праць професорів Києво-Могилянської академії просвітницька філософія Сковороди мала яскравий етико-гуманістичний вияв.

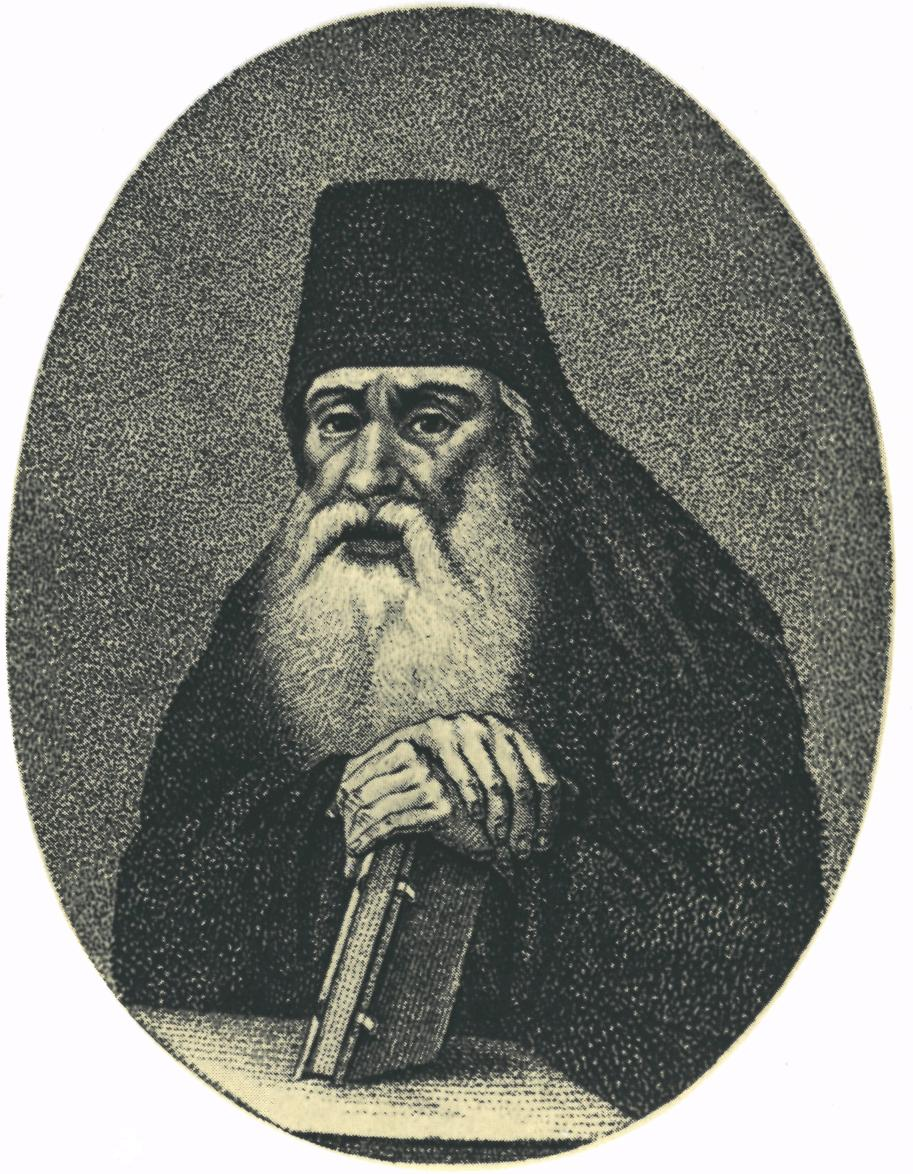
Симеон Полоцький

Одним із основоположних принципів філософської системи Сковороди є вчення про двонатурність світу. Згідно з ним все суще складається з двох натур — видимої і невидимої, тобто матеріального й ідеального, тілесного і духовного, мінливого і вічного, залежного і визначального тощо. «У цьому цілому світі, — писав Г. Сковорода, — два світи, з яких складається один світ: світ видимий і невидимий, живий і мертвий, цілий і розпадливий. Цей — риза, а той — тіло. Цей — тінь, а той — дерево. Цей — матерія, а той — іпостась, себто основа, що утримує матеріальний бруд так, як малюнок тримає свою барву. Отже, світ у світі то є вічність у тлінні, життя у смерті, пробудження у сні, світло у тьмі, у брехні правда, у печалі радість, в одчаї надія». Тезу про двонатурність світу Сковорода повторює сотні разів із десятками відтінків, беручи в основу антитетичне розуміння буття як єдності протилежностей. Видимий матеріальний світ (Сковорода називає його по-різному: «матерія», «стихія», «земля», «плоть», «тінь», «ніч», «смерть», «попіл», «пісок» тощо) — це лише бліде відображення невидимого світу, який є реальним. Невидиму натуру або вічність, дух, істину він розуміє як Бога, нематеріальну основу всіх речей — як вічну і незмінну першооснову всього, що існує. Але невидима натура існує лише у видимій. Тобто обидві натури невіднятні, взаємопов'язані. Оскільки невидима духовна натура існує поза простором і часом, то вічною є і тінь її — матерія, як постійною є і їх взаємна боротьба. З того, що в усьому сущому існує два єства — невидиме і видиме, Сковорода робить висновок про неможливість зникнення чи загибелі чогось. Загинути нічого не може, воно лише втратить свою тінь. І пояснює це аналогією: художник намалював оленя, потім стер фарби. Малюнок зник, а образ оленя не може зникнути.
Принцип двонатурності світу Г. Сковороди органічно пов'язаний з його вченням про три світи. Спираючись на давню філософську традицію (античну, натурфілософію М. Кузанського, Дж. Бруно, філософські курси києво-могилянців, зокрема С. Полоцького), він поділяв усе суще на три специфічні види буття — «світи»: великий, або макрокосм (Всесвіт); малий, або мікрокосм (людина); світ символів, або Біблія.

## Філософія в Україні в XIX-ХХ ст

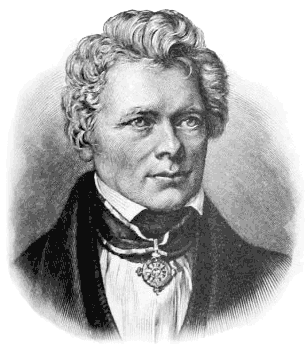
Фрідріх Шеллінг

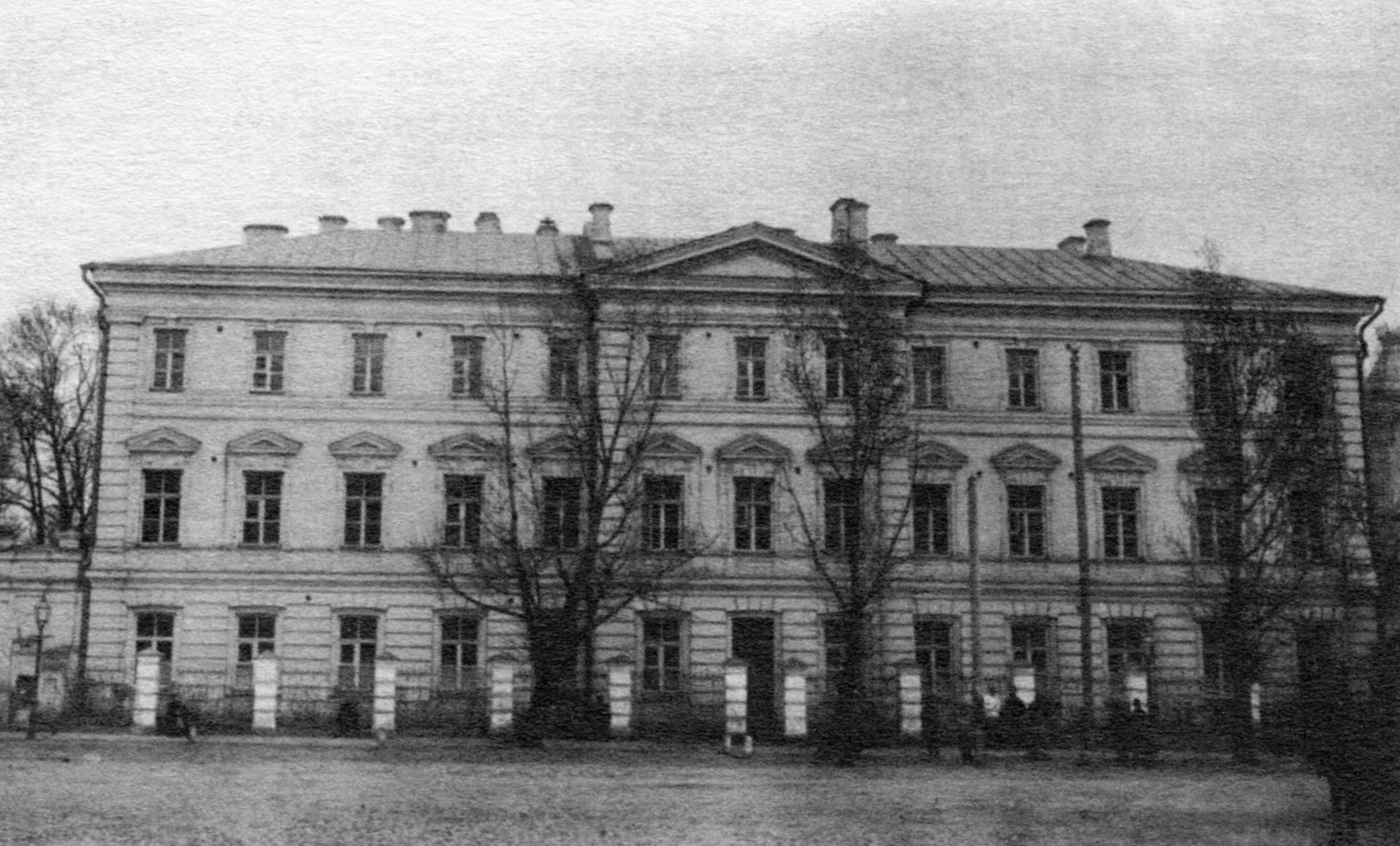
Київська духовна академія

Початок XIX ст. у житті України позначений суттєвими змінами. Після розподілу польської Речі Посполитої майже всі українські землі опинилися під владою Російської імперії. Фактично всі сфери життя українського народу підпорядковувались інтересам Росії, яка розпочала повне знищення його незалежності. Стосовно розвитку філософської думки в Україні того періоду, то варто зазначити, що в усій Російській імперії до неї відношення було неоднозначним — декілька разів викладання філософії в університетах заборонялось, її вважали шкідливою. Філософів ніхто не готував, часто професорів філософії запрошували з інших країн. Проте філософія поступово розвивалась. Початок XIX ст. приносить в Україну ідеї західноєвропейської філософії, сюди проникає вчення видатних мислителів німецької класичної філософії: Канта, Фіхте, особливо Шеллінга, Гегеля. Сильний вплив на філософську думку України справили ідеї німецького романтизму, особливо Шеллінга.
Романтизм сприяв пробудженню національної свідомості українського народу, був співзвучним з прагненням національного відродження України.
Духовно-академічне філософування у XIX — на початку XX ст. було складним і розгалуженим культурно-історичним явищем, що розвивалося у межах православної традиції і своїм генетичним корінням сягало далеко за межі ранньослов´янської релігійно-філософської культури. Формальним змістом його були насамперед філософські курси, які викладали впродовж XIX ст. у духовних академіях тогочасної Росії. Крім них, до духовно-академічного філософування можна зарахувати філософські статті в богословських часописах, які видавали при цих академіях, а також диспути і дискусії, що виникали внаслідок діяльності різних релігійно-філософських товариств при академіях. Загалом ідеться про творчі пошуки і здобутки професорів, викладачів духовних академій.
На початку XIX ст. в Російській імперії, до складу якої входила Україна, були сформовані чотири духовних академії — в Санкт-Петербурзі (1809), Москві (1814), Києві (1819), Казані (1842). Освітні реформи, розгорнуті Олександром І у 1802–1804 рр. і продовжені у майбутньому були найвпливовішим чинником соціокультурного контексту реформування Києво-Могилянської академії, її трансформації у Київську духовну академію, яка була націлена на виконання нової суспільно-культурної місії.
Київську духовну академію планували відкрити у 1816 р. Однак цього не сталося у визначений термін. Затримка з відкриттям КДА виникла у зв'язку з відсутністю відповідних наукових кадрів. Ні професура, ні студенти старої академії не відповідали новим потребам і загальним вимогам нового статуту. У зв'язку з цим упродовж двох років замість КДА функціонувала духовна семінарія, яка мала готувати студентів і викладачів для нової академії. Тоді керівництво духовними училищами Київського духовно-навчального округу тимчасово здійснювалося Петербурзькою духовною академією. Із Петербурга прибули на посаду ректора і професора богослов'я преосвященний М. Богданов-Платонов, а також два викладачі, серед яких був і професор філософії І. Скворцов.
Відкриття КДА як принципово станового вищого навчального духовного закладу відбулося 28 вересня 1819 року. Більшість студентів академії були дітьми священнослужителів, що зумовлювалось спеціальними указами Святого Синоду та Київської консисторії, згідно з якими священники зобов'язувались віддавати своїх дітей на навчання під загрозою штрафу, позбавлення парафії і навіть переведення у селянський стан.
Від часу свого заснування КДА, як і її попередниця, стає центром Київського духовного округу. Крім Київської єпархії до нього входили Чернігівська, Волинська, Подільська, Полтавська, Катеринославська, Харківська, Херсонська, Таврійська, Донська, Воронезька, Курська, Орловська, Мінська, Варшавська, Кишинівська, Грузинська та Імеретинська. Для дітей духовенства цих єпархій академія була єдиним навчальним закладом, де вони могли здобути безкоштовну вищу освіту. Після закінчення академії її колишні вихованці отримували призначення в усі єпархії.
Філософські науки за статутом 1814 р. були в академіях базовими стосовно наук богословських. Читали їх упродовж першого і другого навчальних років 10 годин на тиждень. Словосполучення «богословські науки» та «філософські науки» взяті з академічного лексикону тих часів. За статутами 1869 і 1884 рр. обсяг викладання філософських наук у духовних академіях не зменшувався, як у світських закладах: ніколи не закривалися філософські кафедри і не заборонялося викладання філософії, як це сталося 1850 р. в університетах імперії.
Філософію в академіях, зокрема КДА, вважали цінним засобом здійснення двох головних максим загальної місії вищого духовного закладу: 1) освітньої, спрямованої на формування високого рівня гуманітарної наукової ерудиції; 2) виховної, що робило академії виховними закладами, які готують відповідно налаштованих служителів церкви.
Досягнення цього забезпечувалося філософськими науками, які викладали на «нижчому» відділенні академії. Упродовж першого навчального року студентам читали історію давньої філософії, логіку і психологію, другого — історію нової філософії, метафізику і моральне богослов'я. До 1831 р. філософські науки читали латиною, після — російською. Згодом професорам філософії давали змогу читати власні авторські курси, які вони розробляли з урахуванням закордонних віянь. Із прийняттям нових статутів (1869, 1884 рр.), змінювалася структура академії, вимоги до управлінських посад, але філософія і філософська професура зберігали свій високий статус. Проте у 1843 р. з ініціативи митрополита Філарета в КДА до філософських наук зарахували педагогіку, яку викладали професори філософії в останній рік академічного курсу.
Однією із найвпливовіших філософських шкіл в Польщі та Україні в цей період була Львівсько-варшавська школа — одна із шкіл аналітичної філософії. Казімеж Твардовський, учень Франца Брентано, був призначений у 1895 на кафедру філософії Львівського університету. Він зібрав навколо себе угрупування талановитих логіків та філософів, частина з яких згодом працювала у Варшавському університеті. Серед його послідовників були такі мислителі К. Айдукевич (1890–1963). Я. Лукасєвич (1878–1956), А. Тарський (1902–1984), Т. Котарбіньський (1886–1981) та ін. Для цієї школи характерне різко негативне ставлення до ірраціоналізму, прагнення до зближення філософських і наукових досліджень, надання філософським міркуванням логічно точного статусу.

### Становлення університетської освіти і науки
Супроти духовно-академічної філософії, яка мала теїстично-релігійну спрямованість, інституціалізація освіти і науки, самовизначення філософії як навчальної дисципліни та академічної науки все ж таки досягають високого рівня у світських навчальних закладах — університетах і близьких до них за статусом ліцеях. Попри зовнішню залежність від владних структур та опіки церкви, вони володіли певною автономією, орієнтувалися не тільки на вивчення певних дисциплін, а й на їх розвиток. У них формувалася своя корпоративна субкультура, в якій поціновувалися передусім почуття власної гідності, патріотизму, прагнення встановити наукову істину.

Першим університетом на теренах України був Львівський університет, заснований 20 січня 1661 року. У другій половині XVIII ст. він був зруйнований пожежею. У 1784 р. університет знову запрацював у складі чотирьох факультетів. Викладання у ньому здійснювали німецькою і латинською мовами. 1787 р. в складі Львівського університету було засновано «руський інститут» (лат. studium ruthenum), у якому навчалися українці, які не володіли латиною, викладання велося українською мовою. На богословсько-філософському відділенні цього інституту основними навчальними дисциплінами були історія церкви, єврейська і грецька мови, біблійна герменевтика, догматичне богослов'я, моральне богослов'я, церковне право, чиста і прикладна математика, акушерство, теоретична і практична філософії. Головним його завданням була підготовка греко-римського духовенства. Значна частина професорів цього інституту не володіла українською мовою і читала свої курси польською; рада університету не вважала професорів studium ruthenum членами факультету, зневажливо ставилася до них. У 1809 р. його було закрито, а сам Львівський університет продовжував функціонувати як типовий навчальний заклад Австро-Угорської імперії.
До новостворених і реформованих навчальних закладів було запрошено іноземних професорів. Серед вихованців німецьких університетів були й карпато-русини. Так, першим професором філософії Петербурзького педагогічного інституту П. Завадовським (за рекомендацією декана богословсько-філософського факультету Львівського університету І. Орлая) було запрошено Петра Лодія (1764–1829).
Як професійний філософ П. Лодій був добре обізнаний з творами Канта, вивчав праці й інших німецьких філософів — X. Гольмана, І. Брукера, X. Вольфа, І. Шульца. У вступі до «Логічних настанов…» він аналізував їхні визначення філософії, протиставляючи їм власний погляд: філософія як святилище здорового розуму, надійний дороговказ до благополучного життя, освіти розуму і серця. Філософію він поділяв на теоретичну (умоглядну) — «сукупність загальних істин, якими безпосередньо утворюється розум людський у правильному обміркуванні та пізнанні речей, які зустрічаються у природі», та практичну (діяльну) — «сукупність тих істин, завдяки яким воля людини стає досконалішою і благороднішою в її нахилах та діях»,.
Харківський університет було засновано 17 січня 1805 року завдяки ініціативі В. Каразіна та харківської громадськості, зокрема письменника та архітектора О. Палицина, харківського міського голови Г. Урюпіна. В університеті працювало чотири факультети: словесний, етико-політичний, фізико-математичний і медичний. Першим ректором був Іван Рижський (1759–1811).
У перші роки своєї діяльності І. Рижський виступив з ініціативою видати літопис про Слобожанщину. Роботи з лінгвістики, мовознавства про виникнення і розвиток мови, її залежність від рівня науки, літератури, філософії, особливостей кожного народу, взаємозв'язок мови і мислення зумовили виникнення школи харківських мовників, представником якої був О. Потебня. Кафедру філософії у той час очолював німецький філософ Йоган-Баптіст Шад (1758–1834).
Філософські погляди Й.-Б. Шада змінювалися впродовж його діяльності відповідно до розвитку німецької класичної філософії — від Канта до Гегеля. Захоплення Кантом справило на нього, як він сам стверджував, подвійне враження. З одного боку, кантівська філософія приваблювала його ідеєю свободи та гідності людини, а з іншого — відштовхувала приниженням розуму, підпорядкуванням розуму вірі, що вело до духовного рабства. Не сприймав філософ гносеологічних установок Канта, вважаючи, що вони приводять до антиномій, в яких все зводиться до взаємозаперечення, тоді як протилежності мають бути в єдності, оскільки в абсолюті всі протилежності збігаються, стають тотожними. Це стосується і питання про взаємозв'язок практичного і теоретичного розуму. Адже якщо розум практичний перебуває в боротьбі з теоретичним, то немає жодних критеріїв, що допомогли б встановити, якому з них вірити. Постулювання критичного розуму Канта нездатне допомогти людині, бо ґрунтується не на знанні, а на уявленні. Існує тільки один розум, а різним він здається тому, що виявляється у різних функціях — як теоретичний і практичний, між якими не існує абсолютної протилежності.
Ці розходження в поглядах зумовили перехід Шада на позиції філософії Й.-Г. Фіхте. Він стає його послідовником. Невдовзі Й.-Б. Шад стає прихильником шеллінгіанства з його зведенням філософії до абсолютної тотожності суб'єкта та об'єкта, пантеїстичним розумінням природи, трактуванням космосу як цілісного живого організму, основним законом якого є закон розвитку.
Прихильником Й.-Б. Шада та романтичної традиції Ф.-В.-Й. Шеллінга був український філософ Андрій Дудрович (1782–1830).
Широко послуговуючись ідеями І. Канта, Й.-Г. Фіхте, Ф.-В.-Й. Шеллінга, Дудрович розглядав світ як накреслення божества, а людину — вінцем його творіння, оскільки в ній найповніше представлене божество. Концепцію Шеллінга витлумачував як філософію загального примирення в дусі Божого промислу та одкровення, що цілком вписувалося у вимоги духовного відомства, під контролем якого перебувала народна освіта.
Духовне управління в 1832 р. відійшло до Міністерства внутрішніх справ, яке перебрало на себе, крім охоронної, і поліцейську функцію в боротьбі з вільнодумством..
Однією із найвпливовіших філософських шкіл України та Польщі була Львівська-варшавська школа — одна із шкіл аналітичної філософії, представлена такими мислителями, як К. Айдукевич (1890–1963). Я. Лукасєвич (1878–1956), А. Тарський (1902–1984), Т. Котарбіньський (1886–1981) та ін. Для цієї школи характерне різко негативне ставлення до ірраціоналізму, прагнення до зближення філософських і наукових досліджень, надання філософським міркуванням логічно точного статусу.

### «Філософія серця» Памфіла Юркевича

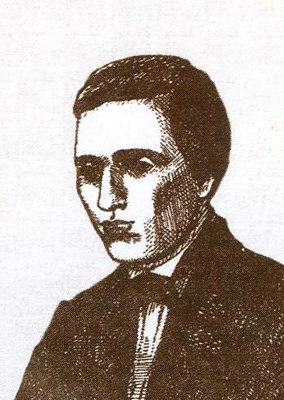
Памфіл Юркевич

Видатним українським філософом XIX ст. є Памфіл Юркевич (1826–1874). Дослідники по-різному оцінюють його філософію. Одні називають її «філософією серця», інші — конкретним ідеалізмом, убачаючи в ній початки персоналізму й навіть елементи екзистенціалізму тощо. Однак всі одностайні в тому, що його філософія залишилася незрозумілою для сучасників, значно випередила свій час та істотно вплинула на майбутні покоління філософів, зокрема на В. Соловйова, С. Трубецького, С. Булгакова, М. Бердяева, С. Франка, М. Лосського, В. Зеньковського та ін.
Філософія П. Юркевича багатогранна й не підпадає під якесь одне усталене визначення. У ній простежуються глибокі й оригінальні думки з проблем історії філософії, філософської антропології, гносеології, етики, філософії релігії. Проте центральною проблемою є проблема людини.
Основним в усіх працях Юркевича є поняття «ідея», що несе як гносеологічне, так і онтологічне навантаження. Мислитель розглядає ідею, з одного боку, як одну з форм людського пізнання, з іншого — як основу, закон і норму явища. Ідея — це справжнє місце речі, справжня річ, тобто річ як така. «Ми говоримо про ідею там, — зазначав філософ, — де предмет, котрий нами вивчається, перебуває в розвитку із внутрішнього стану в зовнішній, адже розвиток предмета передбачає закон і тип, які ми усвідомлюємо в ідеї».
Юркевич орієнтувався на те, що людина пізнає світ за допомогою уявлень, понять та ідей. Уявлення має характер випадкового образу, в якому відображається не стільки предмет, скільки людина, яка його сприймає, бо воно утворюється за суб'єктивною асоціацією. У такому разі йдеться про суб'єктивно зумовлену, психічну необхідність. Цей суб'єктивізм долається в понятті, у якому людина усвідомлює необхідний зв'язок і співвідношення елементів, що утворюють явища. Якщо в уявленні, як зауважив Юркевич, людина визнає суттєвим те, що значуще для споглядання, то в понятті — те, що значуще для буття речі. Коли ж від явища, пізнаного в його необхідності, людина прямує до пізнання його сутності чи коли, досліджуючи далі цю загальну необхідність явища, знаходить в ній і під нею необхідність розумну, яка дає явищу внутрішню єдність, життя й душу, то людина переходить від поняття до ідеї. В уявленні ніби випадково стикаються мислення й буття, й уявлення окреслює граничний незбіг думки й предмета.
У понятті мислення й буття хоч і пов'язуються необхідно, проте рухаються паралельно одне одному. Тут мислення виступає байдужим спостерігачем явища, воно пізнає й усвідомлює подію, яка є для нього чимось чужим, зовнішнім за змістом і формою. І тільки в ідеї мислення і буття збігаються, ототожнюються. Якщо розум, як наголошував Юркевич, визнається об'єктивною сутністю речей, то ідея пізнається як їх основа, закон і норма, тобто розум вважається дійсним, а дійсність розумною. В уявленні людина ще не виходить із психічних обмеженостей у сферу досвіду; в понятті — рухається лише в сфері досвіду; в ідеї — виходить за межі досвіду. Якщо уявлення визначає, що таке річ стосовно нас чи річ як психічний стан людини, якщо поняття виражає річ згідно з її дійсною, наявною натурою, то ідея показує, що таке річ стосовно безумовної основи явищ. Ось чому, на думку Юркевича, передбачення ідеї окреслює переважно філософський погляд на предмети, оскільки саме філософія прагне зрозуміти явища зовнішнього і внутрішнього досвіду в їх залежності від безумовної основи дійсності. Вона піднімається до начала не зумовленого, до начала всього, не користуючись при цьому нічим чуттєвим, а рухаючись тільки від ідеї через ідеї до ідей. Лише в ідеї розум споглядає внутрішній склад і будову тих явищ, наявна, очевидна сторона яких усвідомлюється за допомогою поняття, і в ній він осягає явища (в поняттях розуму вони поділяються на багато різних галузей знання) в цілісному образі, в гармонії і повноті як вияв одного начала, як види й ступені одного безконечного життя.
У цьому зв'язку Юркевич поставив слушне запитання: на чому ґрунтується право філософії як науки вважати або допускати ідею як начало, що пояснює хід явищ для нашої свідомості й водночас пояснює й розвиває їх у дійсності. Відповідаючи на нього, він показував, що навіть буденна свідомість не настільки обмежена досвідом, не так міцно прив'язана до пояснення явищ в емпіричний спосіб, щоб у ній не знайшлося місця ідеальному світоспогляданню та відповідної йому практичної діяльності. Юркевич не заперечував того факту, що у своїй діяльності й пізнанні людина керується переважно явищами матеріального порядку. Духовне начало виступає в ній як несамостійне, залежне, як таке, що отримує свої визначення ззовні. І коли людині радять, як зауважував філософ, співвідносити свої потреби й бажання з дійсністю як правилом волі, перевіряти поняття й пізнання предметом як критерієм істини, то ці поради не тільки мають достатню підставу у властивостях людського духу, не лише виправдовуються життєвими інтересами, а й не перебувають у суперечності з вищими духовними прагненнями, тому що навряд чи повинен людський дух зраджувати вказаним вимогам емпіричного знання та відповідної йому діяльності, щоб виступити діячем вільним, який у собі самому знаходить вище духовне законодавство знання та діяльності,.

### Філософія в ХХ-XXI століттях
У розвитку української філософії за радянських часів можна виокремити такі періоди: 20-ті роки; період сталінізму (30—50-ті роки); кінець 50-х — 80-ті роки; період перебудови. Особливо жорстоких репресій зазнали інакодумці в Україні упродовж 60-х — першої половини 80-х років XX ст.

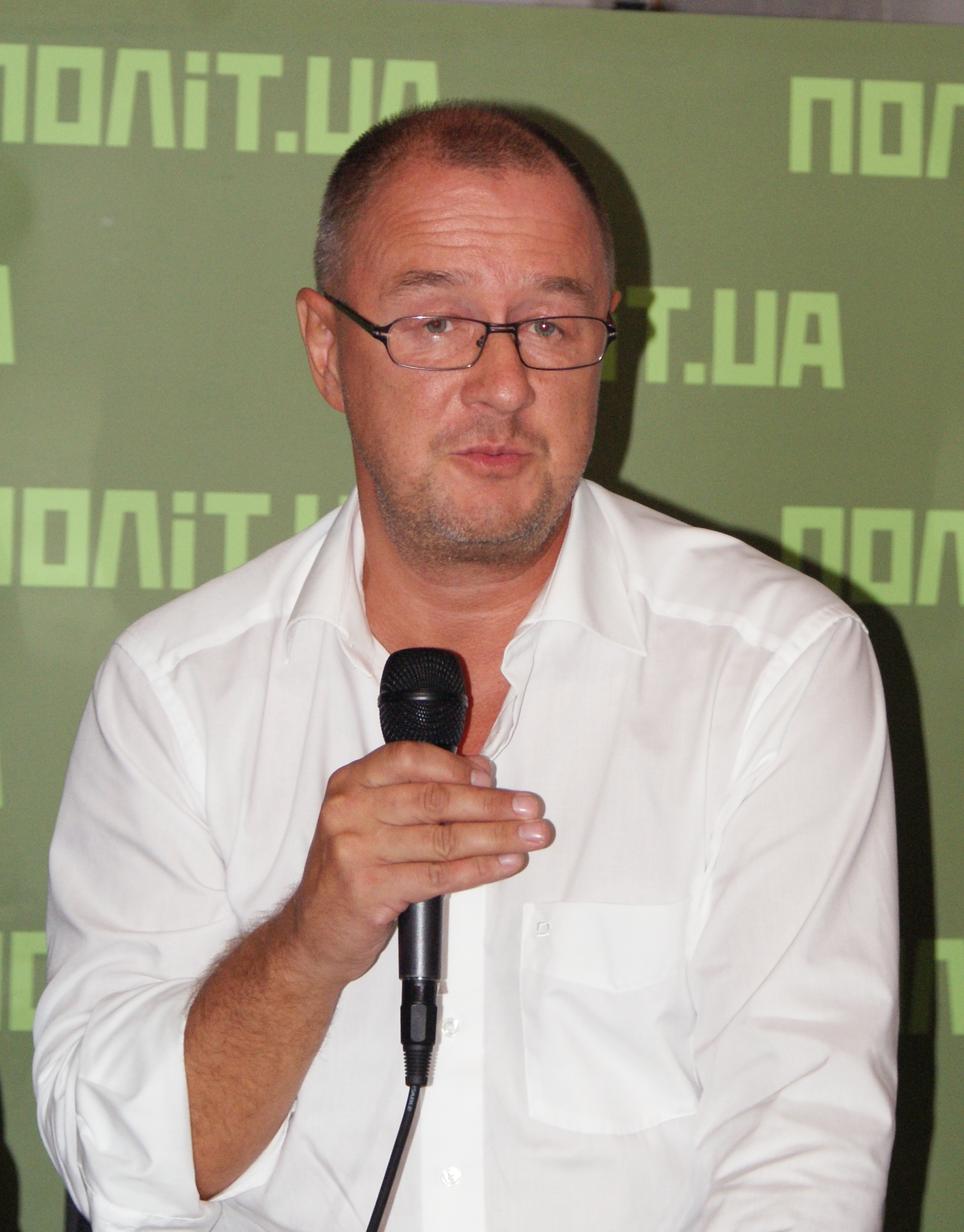
Георгій Касьянов

Процес десталінізації, пов'язаний з критикою культу особи Сталіна, започаткований М. Хрущовим, дав українській інтелігенції надію на можливість національно-культурного відродження. Термін «десталінізація» умовний, адже В. Ленін заклав основи терористичної диктатури, яка у часи Сталіна набула крайніх форм. Попри те, статті Леніна щодо національного питання містили критику російського шовінізму, що уможливлювало посилання на його праці у протестах проти русифікації. Однак десталінізація в 50—60-ті роки не була послідовною. Події 1956 р. в Угорщині продемонстрували, що демократизація може спричинити розпад соціалістичного табору. Наступ на прояви вільнодумства розпочав М. Хрущов своїми «зустрічами» з інтелігенцією у Москві 17 грудня 1962 року і 8 березня 1963 року. Українська державно-партійна номенклатура негайно підхопила таку практику. Це був, за словами українського історика Г. Касьянова, «початок кінця „відлиги“». Ідеологічні звинувачення були спрямовані проти діячів мистецтва, передусім проти письменників, літературних критиків.
Усунення з посади М. Хрущова і заміна його у 1964 р. Л. Брежнєвим були результатом намагань партійної бюрократії зупинити процес демократизації обмеженими репресіями. Крім того, партійну бюрократію спонукала до рішучих дій «Празька весна» 1968 р. Хвиля арештів, що прокотилася у 1965 р. Україною, у січні 1972 року охопила Прибалтику, Росію, Вірменію, Грузію. Про роль політичних та ідеологічних чинників у діяльності Інституту філософії 60—70-х років дає уявлення стаття В. Шинкарука «Хрущовська відлига» і нові тенденції в дослідженнях Інституту філософії АН України в 1960-х роках".
Провідними українськими філософами цього періоду XX ст. були Дмитро Чижевський (1894–1977) і Микола Шлемкевич (1894–1966). До кола інтересів Чижевського належали історія філософії та історія літератури, зокрема література слов'янських народів (українська, російська, чеська, словацька). Завдяки глибоким філософським знанням він зробив філософським своє літературознавство. Вирішально вплинуло на формування його філософських уподобань інтелектуальне життя Німеччини, інституційно-академічні традиції якої він особливо шанував. Він слухав лекції Г. Ріккерта, Е. Гуссерля, М. Гайдеггера, товаришував з Г.-Г. Гадамером. Переважна частина його філософської славістики належить до «германо-славіки». Важливу роль у формуванні ідей, які стосувалися філософії мовознавства і літературознавства, відіграла його участь у діяльності Празького лінгвістичного гуртка.
Основний внесок у філософію Чижевський здійснив не як теоретик, який прагне систематично викласти свої погляди, а передусім як історик філософії. «Теоретичних» філософських статей у його доробку небагато. Про філософські уподобання історика філософії можна зробити висновки на підставі того, яким напрямам і філософам він приділяв більше уваги, на чому наголошував, як коментував і оцінював філософські ідеї, вчення, концепції. Зосередженість на славістичних дослідженнях, очевидно, могла стимулювати інтерес Чижевського до тих напрямів і шкіл у європейській філософії, ідеї яких були найпоширенішими серед слов'янських народів. Цим спричинена і вибірковість його уваги до певних філософських течій, авторів і текстів.
Провідною ідеєю філософії Миколи Шлемкевича було шукання правди. Переконаний ідеаліст, він прагнув до здійснення ідеалів Шевченка і Франка про добро, правду і красу, за нову українську людину, озброєну ідеєю національної свідомості й соборності, шукав нових доріг для українського суспільства, для його морального зміцнення і державного оформлення.
Як прихильник демократичних принципів високо цінив публіцистику і пресу, як основу народоправства. Як філософ, досліджував проблеми типології, зокрема, психоетнічного портрету сучасного українця. Книга «Загублена українська людина» (1954) стала підсумком інтелектуальних пошуків вченого, котрий вірив, що в умовах незалежності й свободи його народ здатен стати у ряд цивілізованих і гідних оптимістичного майбутнього.
Після розпаду СРСР, який не був наслідком масового національно-демократичного руху, перетворення масової свідомості і психіки, відбулись не відразу. Адже дисидентський рух 60—80-х років був нечисельним; масові ж акції, організовані політиками національно-демократичного спрямування наприкінці 80-х — у 90-ті роки, могли спричинити розпад СРСР тільки в поєднанні з політичними процесами у верхівці радянської номенклатури (Біловезькі домовленості, ДКНС тощо).
Від початку 90-х років основні зусилля філософів були спрямовані передусім на долання успадкованої ізоляції української філософії від західної, світової філософій. Це долання ізоляції представлене двома взаємопов'язаними напрямами діяльності — перекладами філософських творів українською мовою і дослідженнями історії західної та світової філософій. Здійснення та публікація перекладів є частиною джерелознавчих історико-філософських досліджень. Адже важливим складником публікації перекладів є науково-дослідна частина, яка включає написання передмов (післямов), коментарів, предметних та іменних покажчиків тощо. Це передбачає працю з текстами мовою оригіналу, така праця є основою, на яку має спиратися будь-який історик філософії.
Подібні завдання постали і перед дослідниками з історії української філософії. У 90-ті роки стала очевидною фрагментарна представленість текстів з української духовної спадщини. Багато творів з ідеологічних мотивів були недоступні для українців. Не лише публікування, а й зберігання у приватних бібліотеках текстів, оцінених як «ідеологічно ворожі», кваліфікували як злочинні дії. Недоступними були майже всі гуманітарні і філософські тексти, створені українцями в еміграції. Навіть у багатотомних публікаціях 60—80-х років XX ст. (І. Франка, Лесі Українки тощо) не були представлені окремі тексти або ж із опублікованих текстів були вилучені окремі частини. Тож публікація вилучених із вжитку текстів українських гуманітарної та філософської думок було важливим напрямом діяльності українських гуманітаріїв та філософів від початку 90-х років XX ст.
Актуальні філософські дослідження 90-х років XX ст. — початку XXI ст. можна зрозуміти, тільки беручи до уваги долання ізоляції від світової філософії. Однак історик сучасної філософії не може покладатися на відбір матеріалу, який здійснює «сито часу». Воно не діє стихійно, автоматично, лише внаслідок плину календарного часу. Дію «сита часу» забезпечує певне інституційне середовище — наявність науково-освітніх установ, які керуються критеріями професійності, різних форм і засобів інтелектуального спілкування (конференцій, конгресів, періодичних видань тощо).
Уже в середині 1990-х рр. інтелектуальна ініціатива почала переходити до нового покоління — тих, хто став першопрохідником нових «віртуальних світів». Це — покоління Інтернету. Адже відбулася найважливіша подія — глобальна деконструкція світу тоталітаризму. Покоління Інтернету надало можливість «мерцям ховатися від своїх мерців», звернувшись до тих нових, фантастичних, постреальних, точніше, постмодерних об'єктів, котрі воно само могло конструювати.
Основний смисл нової ери — зрощення мозку і всесвіту, техніки й органіки, створення розумних машин, працюючих атомів і квантів, смислопровідних фізичних полів, доведення всіх буттєвих процесів до швидкості думки. Час уявлення про розвиток, який можна осмислити на рівні механіки Ньютона і суперечностей на рівні «буржуазія-пролетаріат», давно минув. Справді, це «кінець реальності», про який так багато говорили постмодерністи всіх відтінків. Але реальності старої, віджилої, котра своєю архаїчністю перетворилася на гальмо розвитку.
Наприкінці XX та початку XXI ст. людство опинилося на порозі великих змін. Небачені можливості інформаційних технологій, нових способів комунікацій, прискорену інтеграцію світу, його різноманітність і багатополярність. Перед кожною країною постала проблема вибору: як увійти в майбутню цивілізацію і зайняти в ній гідне місце, забезпечити вищу якість життя і розвиток особистості? Вибір шляху розвитку завжди передбачає визначення певних світоглядних орієнтирів, у формуванні яких важливу роль відіграє філософське мислення. Кардинальним соціальним змінам, як правило, передує напружений філософський пошук, спрямований на виявлення глибинного сенсу людського буття і його цінностей.
На сучасному етапі її покликанням є розробка теоретико-світоглядних і науково-методологічних проблем особистості і суспільства, науки і культури, інтеграції України у світову спільноту держав і народів, утвердження в країні ринкової економічної системи, справжньої демократії, свобод і прав людини, смислу і якості життя людей, у світоглядній і методологічній підготовці кадрів творчих і відповідальних працівників.

## Літературні джерела
- B. C. Горський.  Історія української філософії [Архівовано 15 серпня 2016 у Wayback Machine.] // Енциклопедія історії України : у 10 т. / редкол.: В. А. Смолій (голова) та ін. ; Інститут історії України НАН України. — К. : Наукова думка, 2005. — Т. 3 : Е — Й. — С. 635. — ISBN 966-00-0610-1.
- B. C. Горський.  Історія української філософії [Архівовано 23 квітня 2016 у Wayback Machine.]  // Енциклопедія сучасної України / ред. кол.: І. М. Дзюба [та ін.] ; НАН України, НТШ. — К. : Інститут енциклопедичних досліджень НАН України, 2001–2024. — ISBN 966-02-2074-X.
- Бичко І.В. та ін. Філософія: Підручник. — К., 2001. — 428 с.
- Горський В.С. Історія української філософії. Курс лекцій. Навч. посіб. — К. : Наукова думка, 1997. — 285 с.
- Мірчук І. Петро Лодій та його переклад «Elementa philosophiae» Баумейстетера // Філос. і соціол. думка. — К., 1993. — С. 4.
- Надольний І.Ф. і ін. Філософія: Навч. посіб. — К. : Вікар, 1997. — 584 с.
- Проблема сенсу життя людини в українській середньовічній філософії : Моногр. / І. Жеребило; Нац. банк України, Львів. банк. ін-т. — Л., 2004. — 223 c. — Бібліогр.: 152 назви.
- Сич М. М. Філософія: конспект лекційного курсу історико-філософської пропедевтики для студентів університету. — 2-ге вид., доп. і перероб. — Ніжин : НДУ ім. М. Гоголя, 2006. — 303 с.
- Тарасенко М.Ф. і ін. Історія філософії України: Підручник. — К. : Либідь, 1994. — 416 с.
- Огородник І. В., Огородник В. В. Історія філософської думки в Україні. Курс лекцій: Навч. посіб. — К. : Вища школа; Т-во «Знання», 1999. — 543 с.
- Петрушенко В. Л. Філософія: Курс лекцій. Навч. посіб. для студ. вузів. 2-ге вид., випр. і доп. — Львів : «Новий Світ — 2000», «Магнолія плюс», 2003. — 544 с.
- Чижевський Д. Нариси з історії філософії на Україні. — К., 1999. — 309 с.